# Alphonse Legros
Alphonse Legros (Dijon, 8 mei 1837 - Watford, 7 december 1911) was een Frans en later Engels kunstschilder, graficus, beeldhouwer en medailleur. Hij wordt gerekend tot de stroming van het realisme. Als etser speelde hij een belangrijke rol bij de 19e-eeuwse wederopleving van de prentkunst in Engeland.

## Leven en werk
Legros ging in 1851 als leerling-kunstschilder werken in het atelier van Jean Baptiste Beuchot te Lyon. Op diens aanbeveling ging hij later in de leer bij Charles Antoine Cambon te Parijs. In 1855 ging hij naar de École des Beaux-Arts, waar hij studeerde onder Horace Lecoq de Boisboudran. In 1857 exposeerde hij voor het eerst in de Parijse salon. Hij schilderde in de stijl van het realisme en behoorde tot de vriendenkring van Gustave Courbet.
Legros hield zich ook intensief bezig met de kunst van het etsen. Tijdens een studiereis naar Spanje in 1862 maakte hij een groot aantal etsen, schetsen en studies, welke hij later deels tot schilderijen omwerkte. Hij maakte etsen van portretten, van landschappen en van religieuze en mythologische thema's.
In 1863 keerde Legros terug naar Frankrijk, om een jaar later naar Londen te verhuizen. In 1880 richtte hij daar de Royal Society of Painter-Printmakers op om de kunst van het etsen en graveren te promoten. 
In 1881 nam hij de Britse nationaliteit aan. Hij werd in London docent etsen aan de Royal College of Art en Slade-professor aan de University College London. Hij was leermeester van William Rothenstein en William Strang.
Legros woonde en werkte later te Watford. Daar overleed hij in 1911, 74 jaar oud. 
Zijn grafisch werk bevindt zich in vele museale collecties waaronder het Rijksmuseum Amsterdam.

## Schilderijen

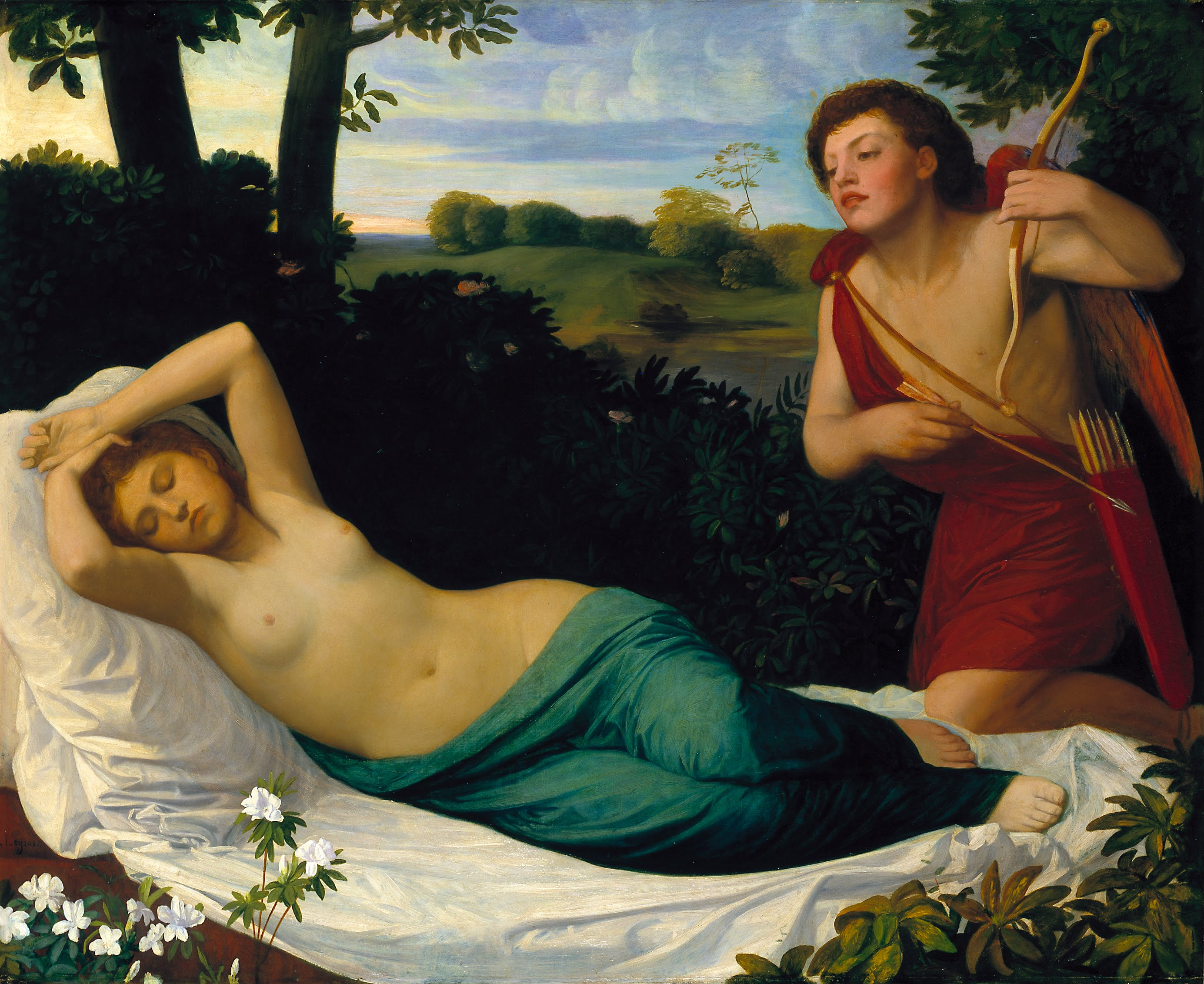
Cupid en Psyche
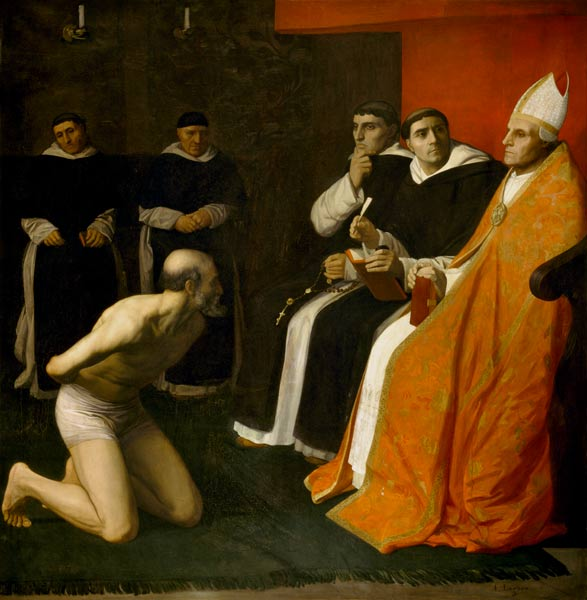
Une amende honorable
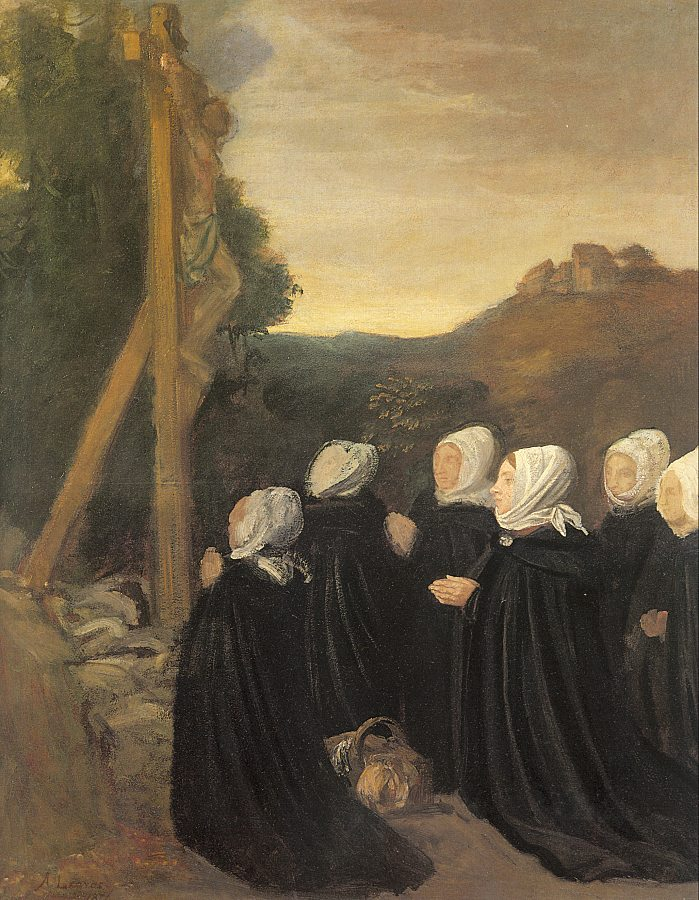
Calvarie
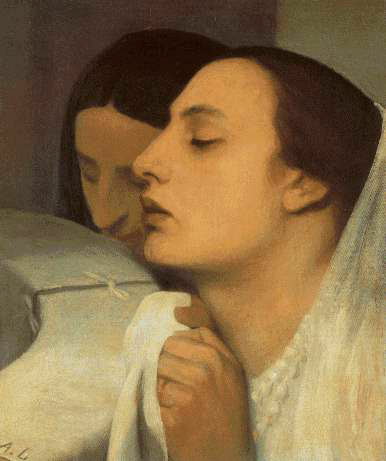
Communie

## Etsen

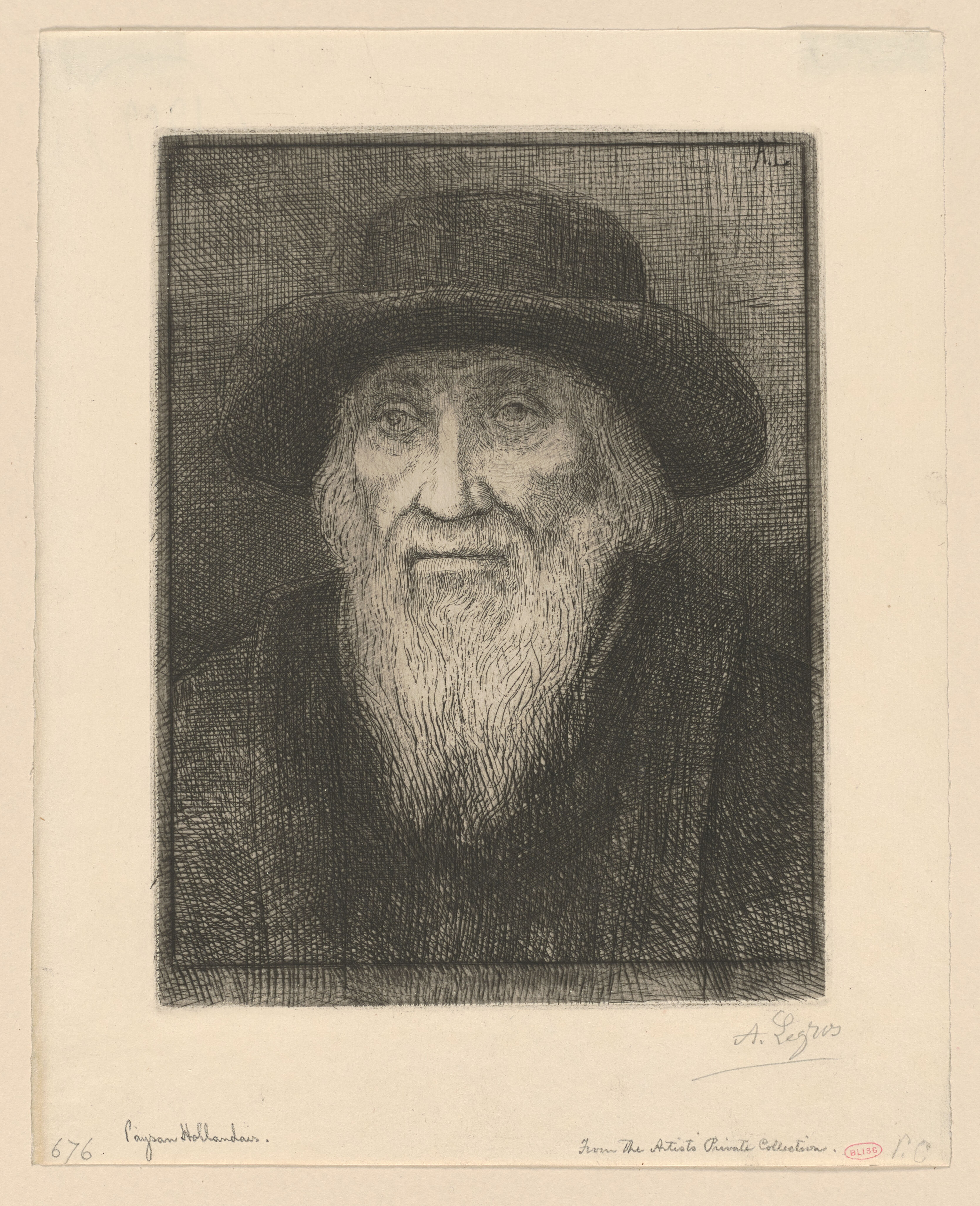
Hollandse boer
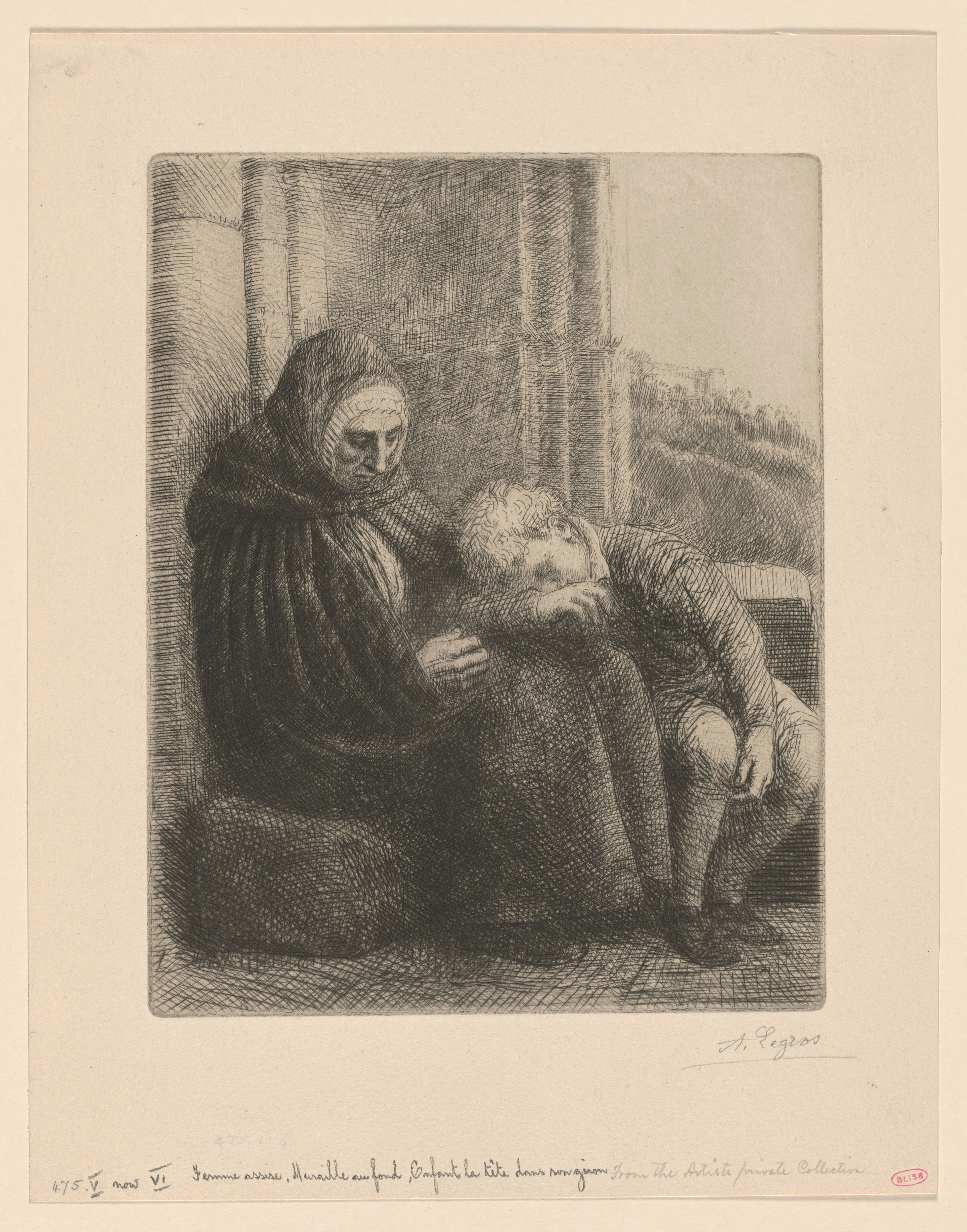
Moeder met kind
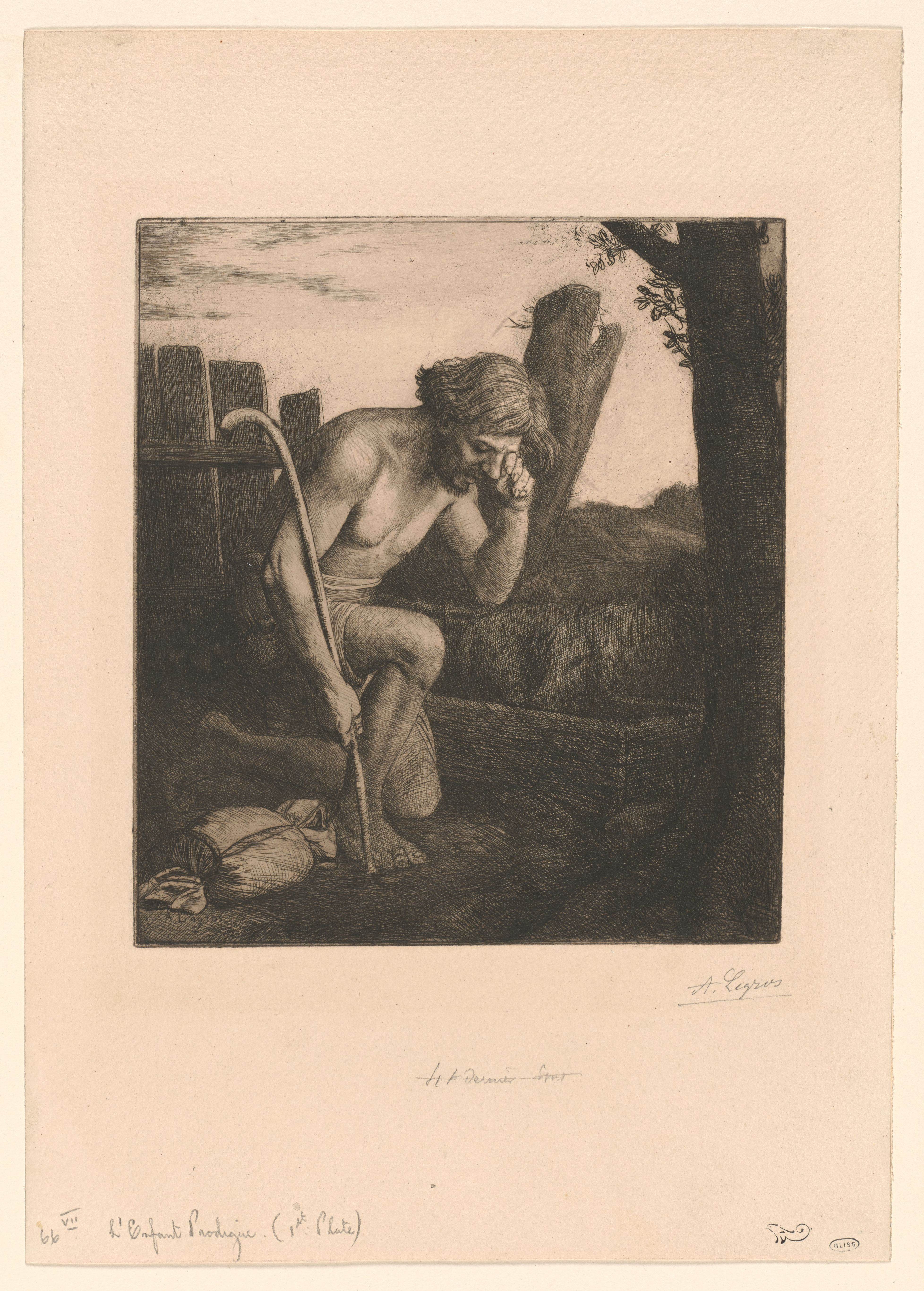
De verloren zoon
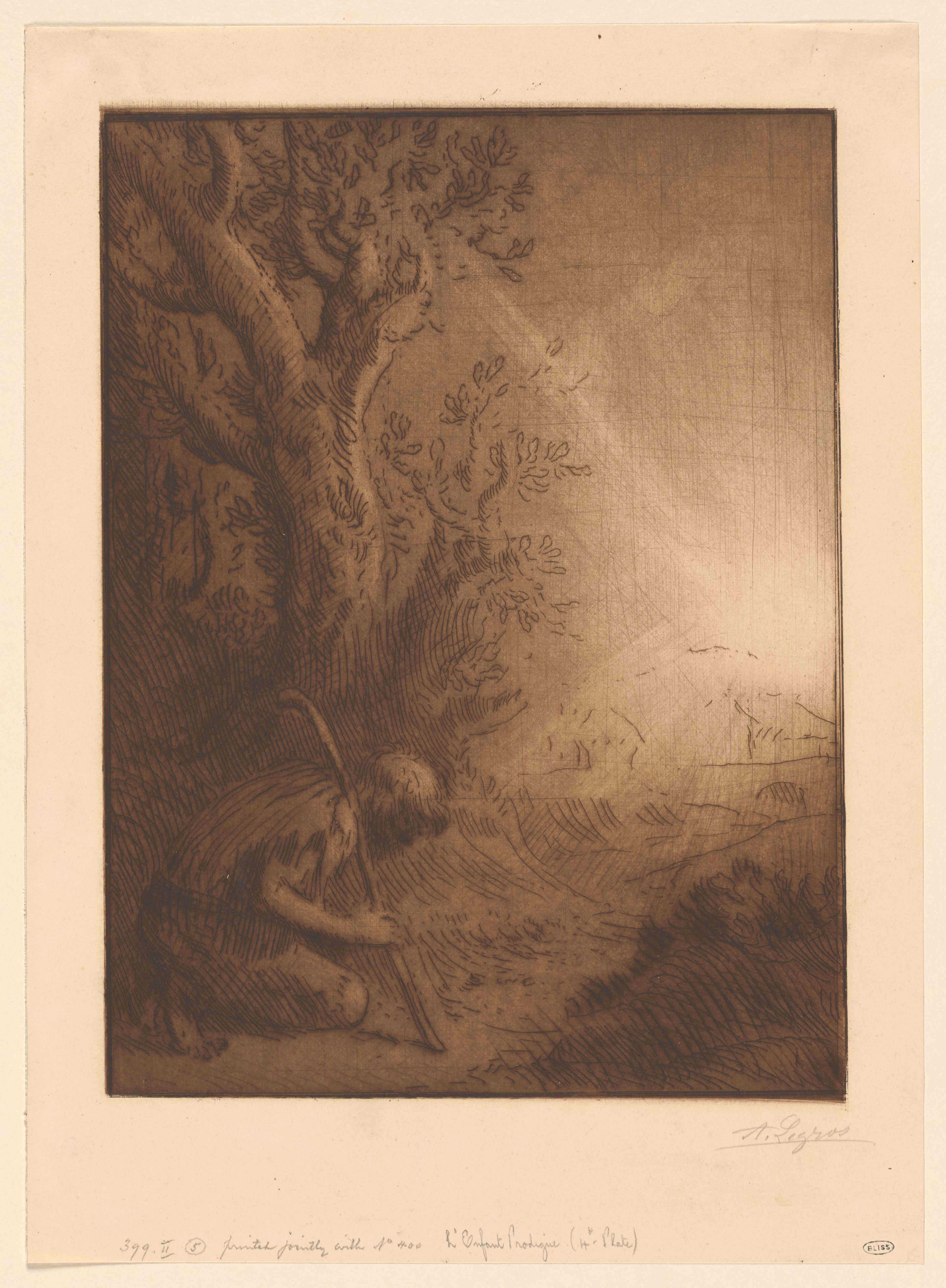
De verloren zoon

## Tekeningen

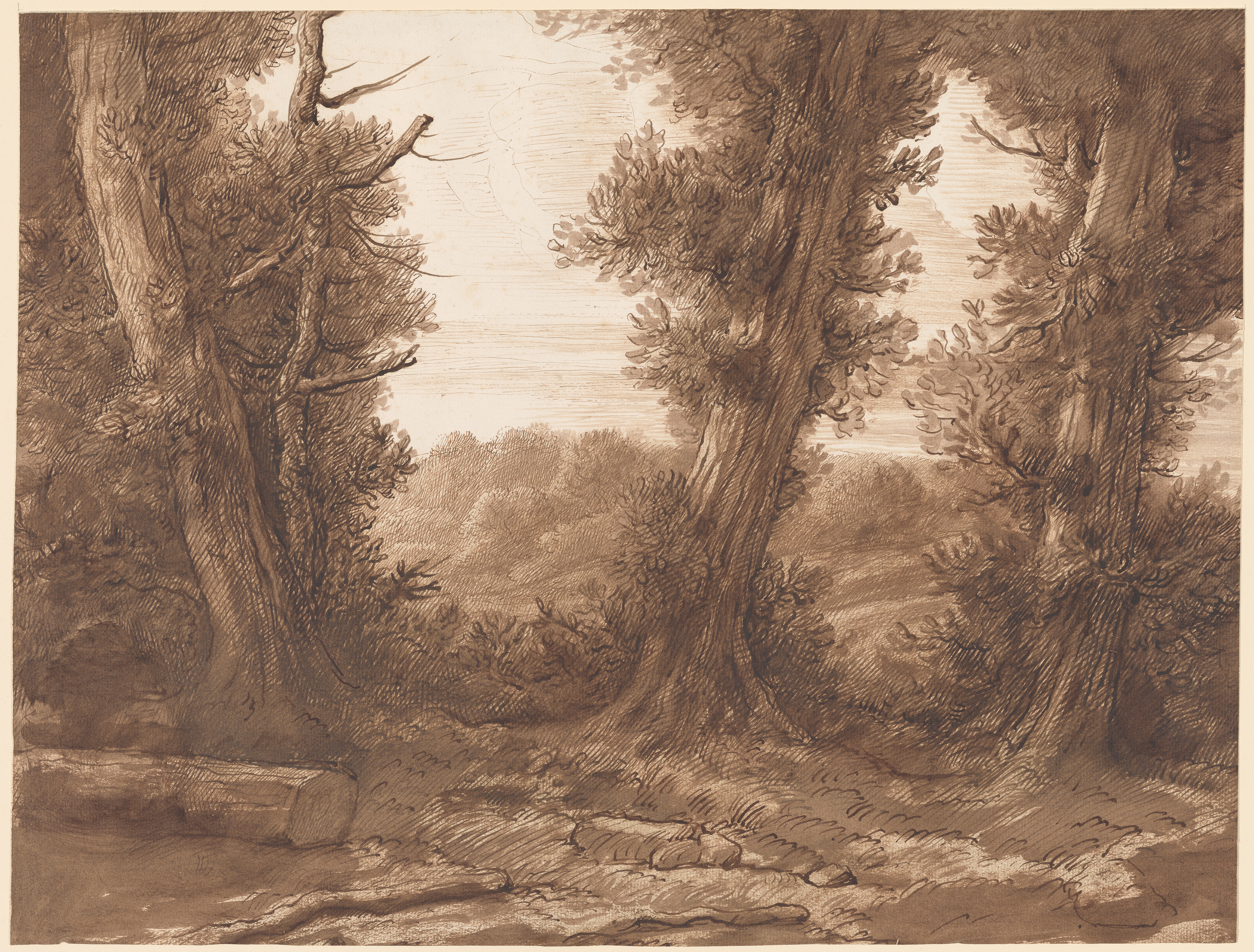
Grote Bomen
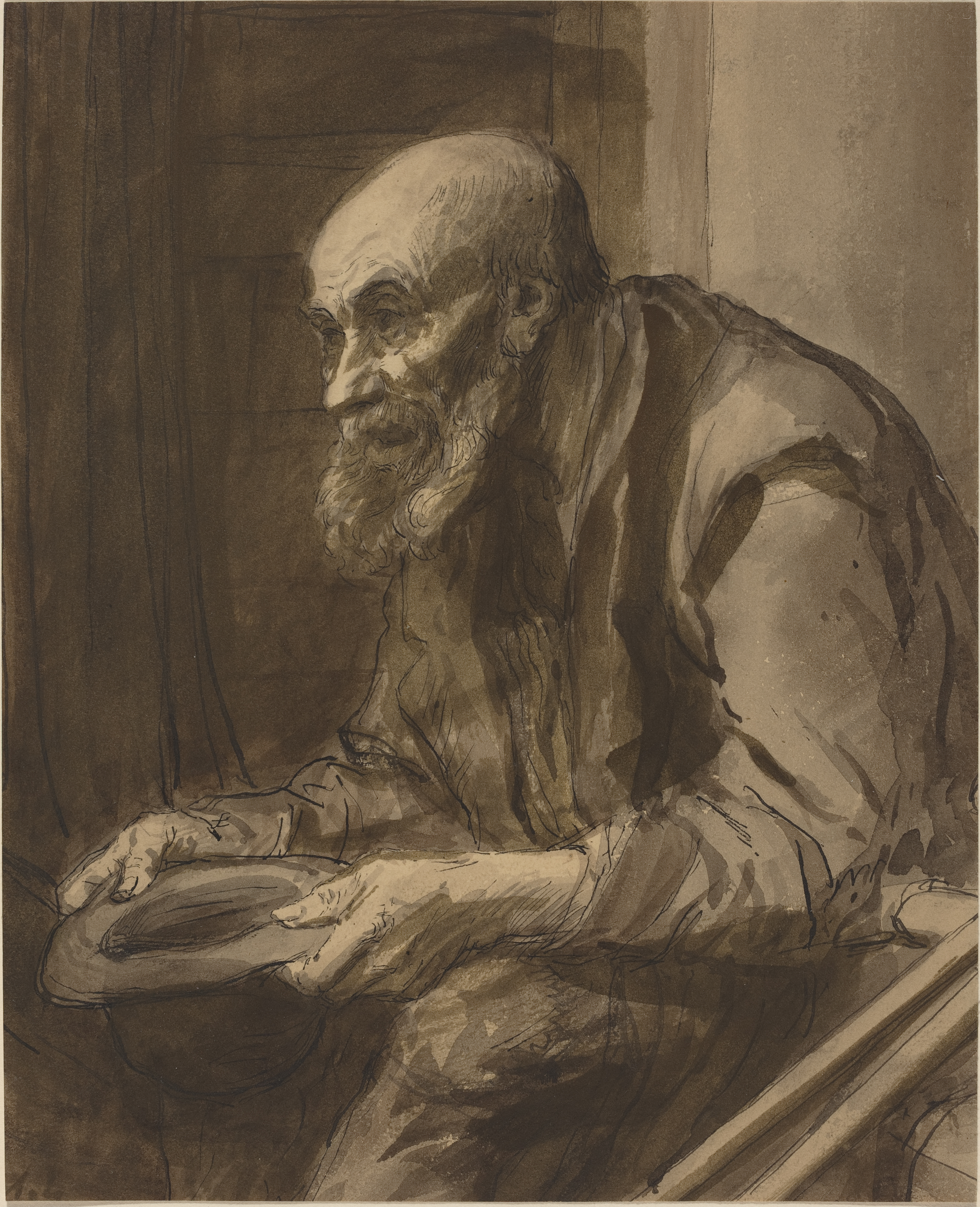
Bedelaar met krukken
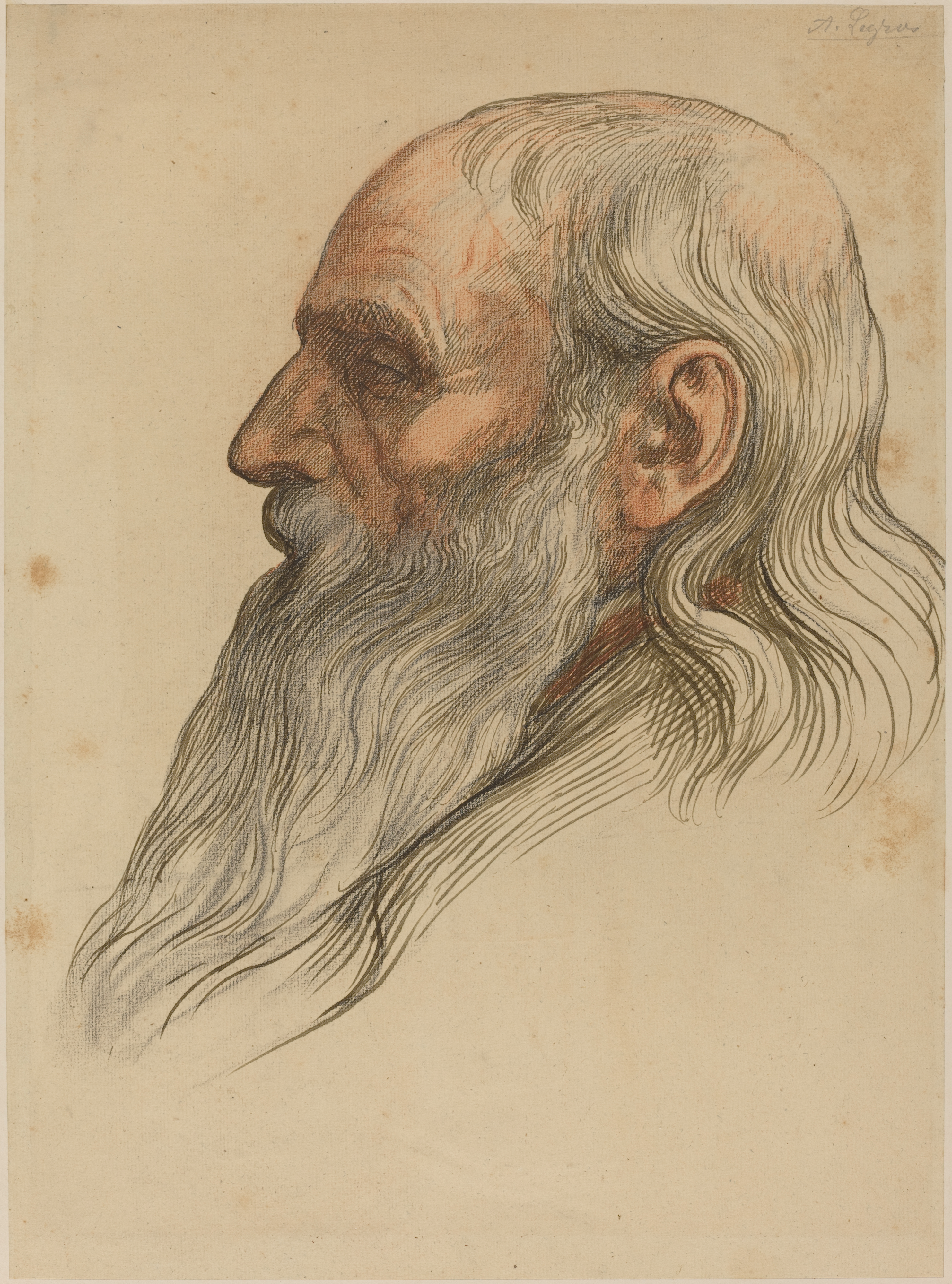
Man met een baard
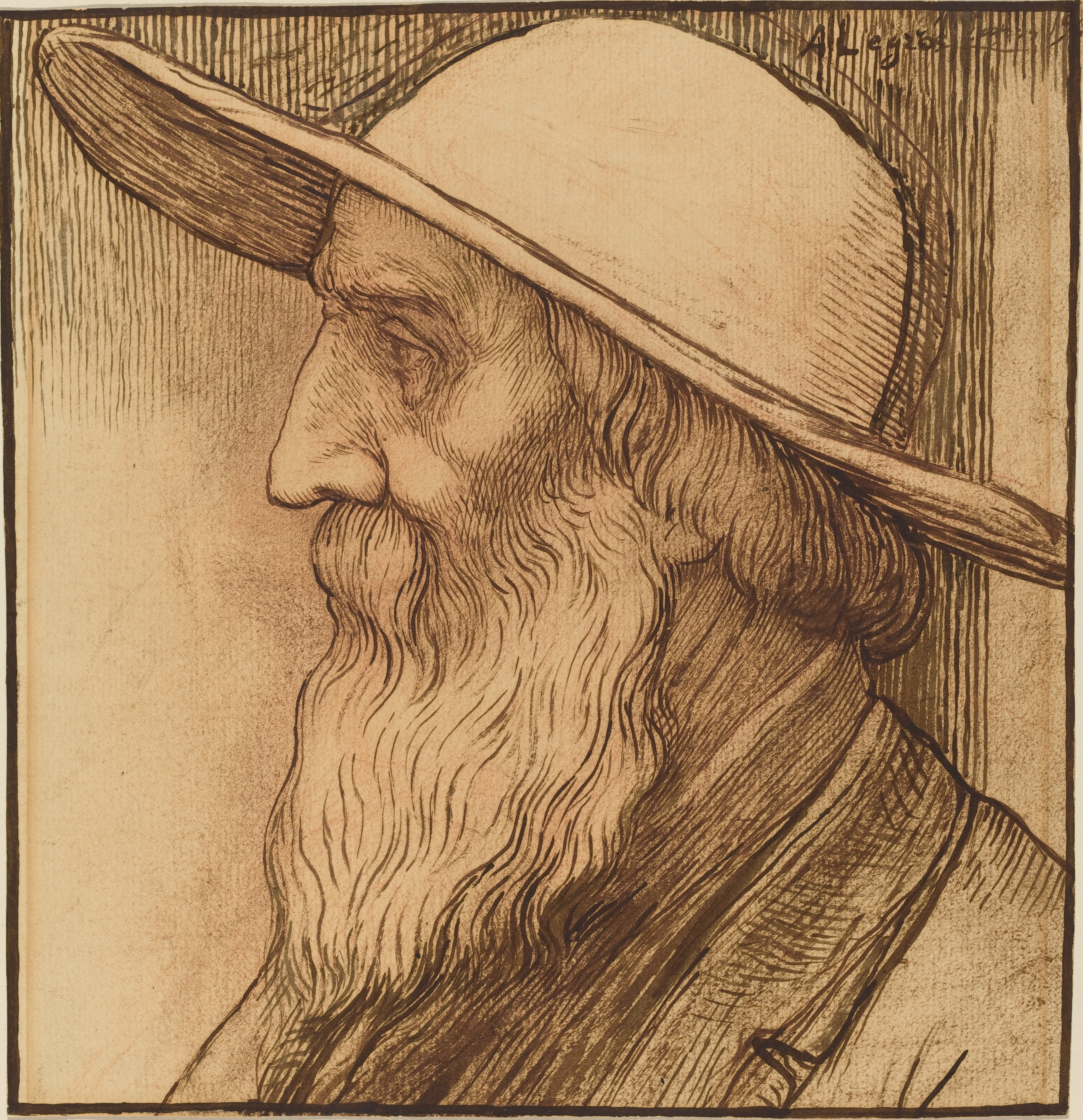
Portret van een man met hoed